# چاتال‌تپه (کاهتا)
چاتال‌تپه {{ترکی|Çataltepe) (به کردی: Darê Gir) یک منطقهٔ مسکونی کردنشین در ترکیه است که در کاهتا واقع شده‌است.